# Flugzeugabsturz Maxdorf 1989

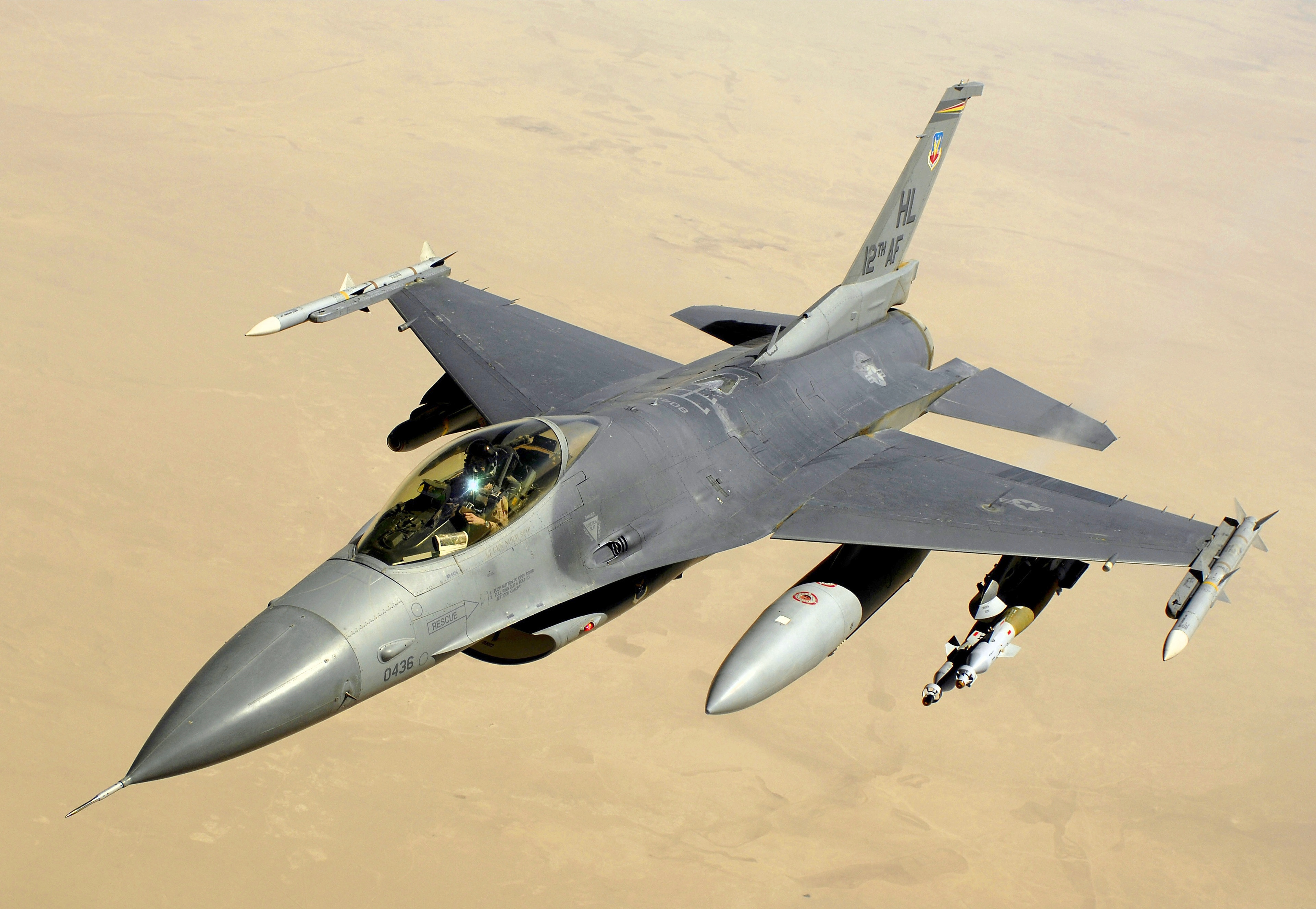
Eine F-16 im Juni 2008

Der Flugzeugabsturz am 18. Dezember 1989 bei Maxdorf betraf 2 US-amerikanische Militärmaschinen. Von der Hahn Air Base (heute ziviler Flughafen Frankfurt-Hahn) stiegen zwei US-Kampfjets des Typs F-16 zu Tiefflugübungen in der Vorderpfalz auf. Zusammen mit einer F-15 simulierten sie eine Verfolgungsjagd. Nahe Maxdorf/Frankenthal stießen die beiden F-16 Maschinen zusammen. Die Maschinen wurden so beschädigt, dass sie noch in der Luft auseinanderbrachen und Trümmer über den Umkreis regnen ließen. Beide Maschinen befanden sich in 4500 m Höhe und hatten ca. 500 Stück Munition dabei. Medien vermuten einen Pilotenfehler. Ein Zeuge will vom überlebenden Piloten erfahren haben, dass seine Maschine vom zweiten Flieger gestreift worden sei und darauf beide F-16 abstürzten. Aufgrund starker Beschädigungen waren die F-16 Maschinen nicht mehr flugfähig und beide Maschinen stürzten ab. Eine Maschine stürzte nahe Oggersheim westlich der vierspurigen Bundesstraße 9 ab. Viele Teile der zweiten Maschine trafen den Maxdorfer Großmarkt.

## Piloten
Der 29-jährige Oberleutnant Steve Sundstrom starb in seinem zerstörten Cockpit, Augenzeugen berichteten, sein Fallschirm habe sich nicht geöffnet. Er landete auf einem Acker und starb kurz darauf. Der zweite Pilot namens Rod Kallman landete dank seines Fallschirms mit leichten Verletzungen beim Silbersee in Bobenheim-Roxheim.

## Trümmer
Ein großer Teil der Trümmer landete in Maxdorf. Eine abgerissene Tragfläche landete im Maxdorfer Großmarkt und sorgte dafür, dass eine Kühlanlage in Brand geriet. Kurz darauf explodierte die Munition auf dem Marktgelände. Zum Glück war der Großmarkt zu jener Zeit kaum besucht und deshalb kam es zu keinen Toten und Verletzten.

## Risiko
Vor allem das Risiko aufgrund des austretenden Treibstoffs Hydrazin  war für die Anwohner groß.

## Einsatz
Die Amerikanische Militärpolizei sperrte das Absturzgebiet ab. Feuerwehren aus der Umgebung unterstützten die Maxdorfer Feuerwehr. Außerdem waren das Rote Kreuz und die Bundeswehr vor Ort. Der Maxdorfer Großmarkt wurde zu einer militärischen Sperrzone, die erst 4 Tage später wieder aufgehoben wurde.

## Mahnmal
Am 18. Dezember 1992 wurde ein Mahnmal zu dem Unfall in Maxdorf errichtet. Das Mahnmal wurde gegenüber des Maxdorfer Großmarkts gebaut und soll Trümmerteile der F-16 zeigen. 2014 wurde dazu ein Gedenkstein aufgestellt.

## Folgen
Am 7. Februar 1990 wurde aufgrund dieses Unfalls eine Bürgerinitiative gegen militärische Flugübungen gegründet. Diese Initiative schloss sich später als Ortsgruppe dem Verein Mittelhaardter gegen Fluglärm an. Bis zur Auflösung dieses Vereines sorgten sie für Demonstrationen, die auf den Unfall aufmerksam machten, sowie für Mahnwachen und ökumenische Gottesdienste.

## Sonstiges
1990 wurde beim pfälzischen Mundartwettbewerb Dannstädter Höhe das Gedicht Fluuchiewung (Flugübung), das sich mit dem Ereignis befasste, mit einem Preis ausgezeichnet. Das Gedicht wurde in den Folgejahren mehrmals abgedruckt.